# Hechtingsmechanisme
Hechtingsmechanisme is het principe (proces) waarmee twee materialen aan elkaar vast zitten. Voorbeelden van hechtingsmechanisme zijn;
- Mechanische verankering
  - Sinteren
  - Klitten
- Chemische verankering
  - Lassen
  - Smelten
- Bevochtigen
  - Lijmen
  - Solderen
- Moleculaire hechting
  - Plasma